# 下水道

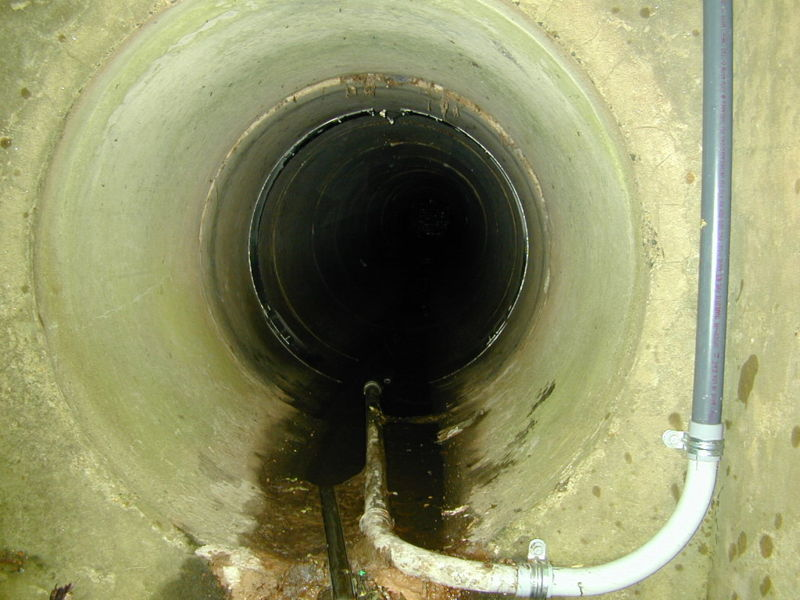
一處汙水下水道的管線

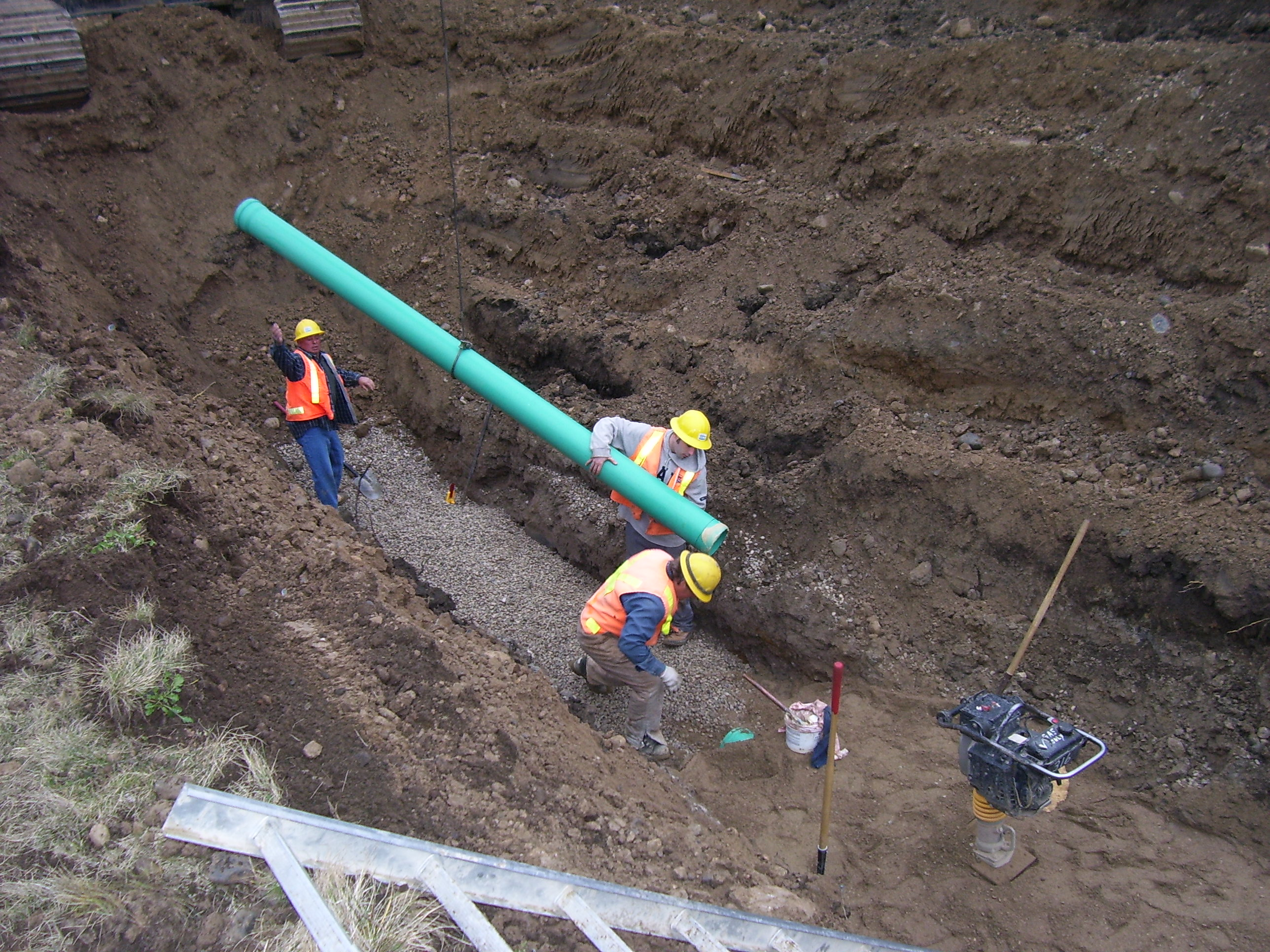
下水道的埋設

下水道（英語：Sewerage）是城市公共設施之一，在古羅馬已經出现。是指收集處理下水（汙水及雨水）而設置之公共或專用下水道，以及為下水處理排除之揚水站，但不包括灌溉排水及水肥淨化槽等設施。以功能可分為污水下水道和雨水下水道。目前施工可以潛盾機方式施作，以減少施工期間對交通的影響。

## 目的
藉由下水道的建設，提升都市公共衛生，同時達到保護水域水資源為目的，且具有確保公共衛生及防止都市淹水，以維護都市居民財產、生命安全。
目的若為以下幾點：
1. 防止積水、淹水等雨水氾濫
2. 保健衛生環境提升，減除惡臭及蚊蠅孳生
3. 降低河川疏浚費
4. 解決水肥問題
5. 降低水媒介疾病發生
6. 防止水體水質汙染，並淨化水體水質
7. 增大土地利用
8. 有效處理水及汙泥

## 歷史
最初的真正意義上的汙水處理系統的出現，可能是為了消除惡臭，而不是因為理解排泄物對人類健康的危害。大多數定居地都形成於天然的水道旁，能夠輕易將廁所裡的排泄物引走，但大城市的出現顯露出此方法的不足之處。早期的文明，如巴比倫人在其房屋底層下方挖了糞坑，並建立粗略的排水系統來清除暴雨積水。但直到公元前2000年的印度河流域文明，才沿著街道建造了精確的磚砌下水道網路，用來輸送來自家庭的排泄物。街道邊的家庭馬桶直接與這些街道的下水道相連，馬桶以清水手動沖洗。幾個世紀後，羅馬和君士坦丁堡等主要城市建造了越來越複雜的網路化下水道系統，其中一些仍在使用。正是在下水道系統建設之後，人們才意識到下水道系統减少了排泄物對健康的危害。

### 台灣下水道發展

#### 清朝時期
臺灣下水道之發展以臺北開始，清朝時期首任臺灣巡撫劉銘傳將政治中心設置於臺北，當時以農田、水利及交通為主要建設目標，建設成果包含瑠公圳、大宜圳及士林福德圳等幹支系統，都市內雨、污水均藉由該等設施排放。尤其以清光緒十四年（西元1888年）起有電燈、自來水及渠溝設施。

#### 日據時期
甲午後，日本人統治臺灣，亦將首邑設在臺北市，當時人口已頗為興盛，惟臺北傳統市街道路狹窄曲折，又缺乏完整上下水道設施，霍亂等傳染病時常流行，公共衛生非常落後。為改善公共衛生問題，日本總督府內政部於1895年訂定「臺北城內排水工事」計畫，並隨即開始實施。當時日本內務省衛生局聘請之英國籍顧問—衛生工程師巴爾頓，從事台北、基隆之自來水及下水道調查，此為台灣下水道具有系統規劃之開始。1899年總督府制定律令台灣下水道規則供依循。
以主要都市而言，滬尾(淡水)、台北市自1895年，基隆市自1898年，台南市自1902年，高雄市自1908年，台中市自1911年相繼開始有都市計畫興辦下水道工程。由於台灣熱帶及亞熱帶地區環境特性，且考慮多因素後採用明渠作為排除下水之主要構造、同時也是光復前台灣下水道之主要構造物(未含糞尿)。
光復前，台灣雨水下水道完成規劃地區計有台北市、基隆市、新竹市、台中市、彰化市、台南市、高雄市、埔里、水里、竹山、員林、斗六、虎尾、北港、朴子、麻豆、白河、學甲、鳳山、屏東、豐原、南投等二十三處。

#### 民國後
台灣光復後為配合中興新村的新闢，於1959年完成分流式下水道系統。台北區汙水下水道綱要計畫完成於1972年，其後策訂第一期六年計畫，並於1975年自士林開始籌建持續至今；爾後，大多下水道系統的興建都是為了配合新闢社區而籌建。
政府分別於1984年及1985年公布實施「下水道法」、「下水道施行細則」，並於1989年核定實施「汙水水道發展方案」，該方案復於1991年配合國建六年計劃重新檢討核定實施，其後於1998年核定第二期汙水下水道發展方案。至目前2021年底已進入第五期建設計畫階段。根據中華民國內政部營建署公告，2021年12月底截止之全國污水下水道用戶接管普及率及整體污水處理率統計
| 縣市   | 公共污水下水道普及率(%) | 專用污水下水道普及率(%) | 建築物污水設施設置率(%) | 合計(%) |
| ------ | ----------------------- | ----------------------- | ----------------------- | ------- |
| 新北市 | 69.5                    | 16.56                   | 7.56                    | 93.64   |
| 台北市 | 86.20                   | 0.33                    | 0.90                    | 87.44   |
| 桃園市 | 19.49                   | 23.77                   | 25.17                   | 68.43   |
| 台中市 | 24.71                   | 11.27                   | 33.70                   | 69.68   |
| 台南市 | 24.30                   | 7.19                    | 27.07                   | 58.57   |
| 高雄市 | 47.41                   | 5.47                    | 15.93                   | 68.82   |
| 全國   | 39.78                   | 9.77                    | 17.38                   | 66.93   |

### 其他古下水道
考古人員曾于1980年代在中國河南省周口市淮阳县的新石器时代遗址平粮台古城发现了陶制的排水管道，距今已有4000至4500年。
这些管道由专门烧制的套管套接而成，每节长约35—45厘米，管径细端23—26厘米，粗端27—32厘米，细端朝南，逐节套装，被铺设在平粮台南城门门道下的沟渠底部。

## 設施種類

### 以排水功能(下水種類)區分[9]
- 污水下水道：將汙水運往污水處理廠的系統。其中又分为公共污水下水道和專用污水下水道，分别处理由家庭所製造出來的汙水和工廠製造的污水。
- 雨水下水道：將由屋頂經排水管排到下水道的雨水，或在地上經由水孔排到下水道的雨水，運往河川或海洋的系統。

### 以建設管理權責區分
- 公共下水道
- 專用下水道

### 以收集方式區分
- 合流制下水道：將污水與雨水利用同一管渠收集運送

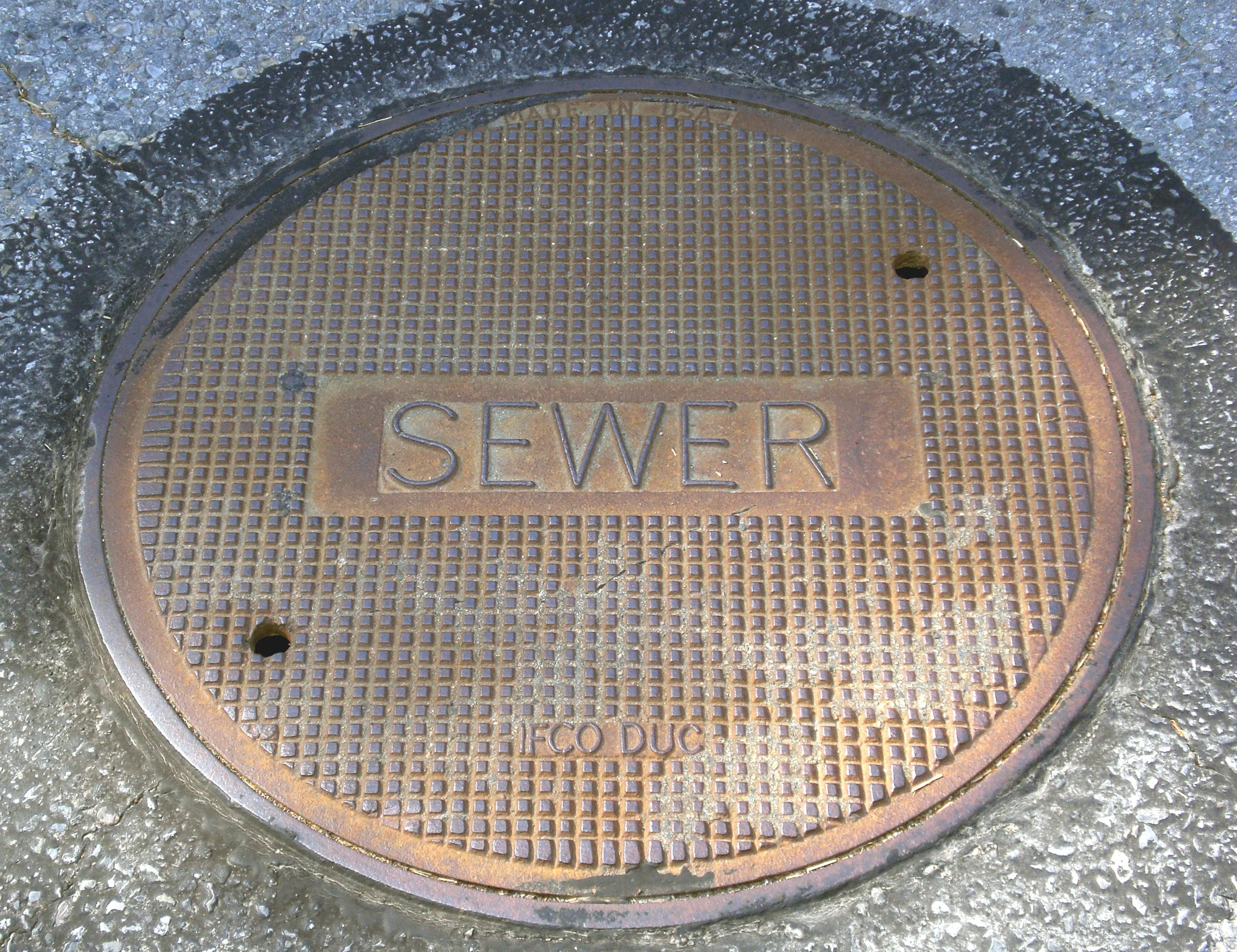
人孔蓋

- 分流制下水道：將兩者分開收集運送

## 外部連結
- 香港特別行政區政府渠務署網站（页面存档备份，存于）
- 污水下水道資訊網（页面存档备份，存于）